# Zweden op de Olympische Winterspelen 1932

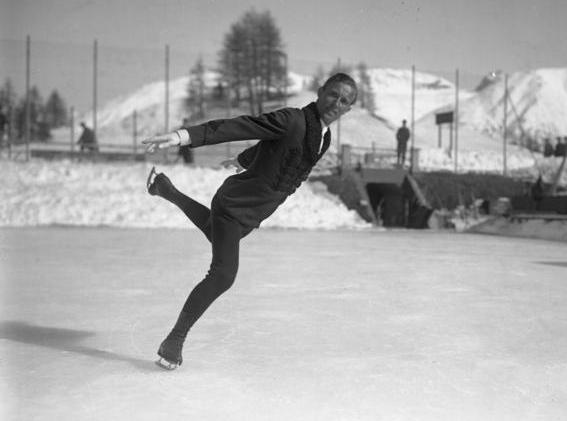
Gilles Grafström in 1932.

Tijdens de Olympische Winterspelen van 1932, die in Lake Placid (Verenigde Staten) werden gehouden, nam Zweden voor de derde keer deel.

## Medailleoverzicht
| Sport       | Olympiër         | Discipline | Medaille |
| ----------- | ---------------- | ---------- | -------- |
| Langlaufen  | Sven Utterström  | 18 km (m)  | Goud     |
| Kunstrijden | Gillis Grafström | mannen     | Zilver   |
| Langlaufen  | Axel Wikström    | 18 km (m)  | Zilver   |

## Deelnemers en resultaten

### Kunstrijden
| Olympiër         | Discipline | Resultaat | Prestatie             |
| ---------------- | ---------- | --------- | --------------------- |
| Gillis Grafström | mannen     | Zilver    | pc. 13; 2514,5 punten |
| Vivi-Anne Hultén | vrouwen    | 5e        | pc. 29; 2129,5 punten |

### Langlaufen
| Olympiër        | Discipline | Resultaat | Prestatie |
| --------------- | ---------- | --------- | --------- |
| Gustaf Johnsson | 50 km (m)  | 9e        | 4:49.52   |
| John Lindgren   | 50 km (m)  | 8e        | 4:47.42   |
| Sivert Mattsson | 18 km (m)  | 11e       | 1:29.54   |
| Sivert Mattsson | 50 km (m)  | dnf       | opgave    |
| Nils Svärd      | 18 km (m)  | 10e       | 1:29.05   |
| Sven Utterström | 18 km (m)  | Goud      | 1:23.07   |
| Sven Utterström | 50 km (m)  | 6e        | 4:33.25   |
| Axel Wikström   | 18 km (m)  | Zilver    | 1:25.07   |

### Noordse combinatie
| Olympiër      | Discipline | Resultaat | Prestatie                                                          |
| ------------- | ---------- | --------- | ------------------------------------------------------------------ |
| Sven Eriksson | mannen     | 5e        | 402,30 punten 18 km: 181,50 (1:39.32) schans: 220,80 (57,5+61,5 m) |
| Holger Schön  | mannen     | 28e       | 300,80 punten 18 km: 99,00 (1:59.07) schans: 201,80 (53,5+52,0 m)  |

### Schaatsen
| Olympiër        | Discipline   | Resultaat | Prestatie               |
| --------------- | ------------ | --------- | ----------------------- |
| Ingvar Lindberg | 1500 m (m)   | series    | serie 3: 6e             |
| Ingvar Lindberg | 5000 m (m)   | series    | serie 2: niet gefinisht |
| Ingvar Lindberg | 10.000 m (m) | series    | serie 2: niet gefinisht |

### Schansspringen
| Olympiër      | Discipline | Resultaat | Prestatie                  |
| ------------- | ---------- | --------- | -------------------------- |
| Sven Eriksson | mannen     | 4e        | 218,9 punten (65,5+64,0 m) |
| Erik Rylander | mannen     | 10e       | 206,0 punten (58,0+58,5 m) |
| Holger Schön  | mannen     | 11e       | 201,8 punten (57,0+61,5 m) |

België · Canada · Duitsland · Finland · Frankrijk · Groot-Brittannië · Hongarije · Italië · Japan · Noorwegen · Oostenrijk · Polen · Roemenië · Tsjecho-Slowakije · Verenigde Staten · Zweden · Zwitserland